# HD 10180
HD 10180は、太陽に似たG型主系列星である。

## 概要
HD 10180は、みずへび座の方向に、地球から127光年離れたところに位置する。南の空にあるため、熱帯地方より北では見ることができない。視等級は7.3と暗いため肉眼では見ることはできないが、小型望遠鏡で容易に見ることができる。
| 太陽 | HD 10180  |
| ---- | --------- |
| 太陽 | Exoplanet |

HD 10180の質量は太陽の質量より6%重く、半径は20%大きい。明るさは太陽の約1.5倍で、年齢は73億歳、表面温度は太陽より少し高い5911Kであると推定されている。

## 惑星系
| 名称 （恒星に近い順） | 質量                   | 軌道長半径 （天文単位） | 公転周期 (日)   | 軌道離心率  | 軌道傾斜角 | 半径 |
| --------------------- | ---------------------- | ----------------------- | --------------- | ----------- | ---------- | ---- |
| b (未確認)            | 0.00424755 MJ          | 0.02225±0.00035         | 1.17768±0.0001  | 0           | —          | —    |
| c                     | >0.041217 MJ           | 0.0641±0.001            | 5.75979±0.00062 | 0.045±0.026 | —          | —    |
| i (未確認)            | 0.006+0.005 −0.0057 MJ | 0.0904±0.0047           | 9.655±0.072     | 0.05±0.05   | —          | —    |
| d                     | >0.03696945 MJ         | 0.1286±0.002            | 16.3579±0.038   | 0.088±0.041 | —          | —    |
| e                     | >0.07897304 MJ         | 0.2699±0.0042           | 49.745±0.022    | 0.026±0.036 | —          | —    |
| j (未確認)            | 0.016+0.0186 −0.01 MJ  | 0.33±0.016              | 67.55±0.88      | 0.07±0.07   | —          | —    |
| f                     | >0.07519743 MJ         | 0.4929±0.0078           | 122.76±0.17     | 0.135       | —          | —    |
| g                     | >0.06733159 MJ         | 1.422±0.026             | 601.2±8.1       | 0.19±0.14   | —          | —    |
| h                     | >0.202624 MJ           | 3.4±0.11                | 2222±91         | 0.08±0.07   | —          | —    |

HD 10180は、全部で7個の惑星がある。7個は太陽系外惑星の中ではケプラー90に次ぐ個数であり、グリーゼ581星系やケプラー11星系の6個を上回る。
これらの惑星の軌道はコンパクトにまとまっており、6個は火星軌道の内側、5個は金星軌道の内側、4個は水星軌道の内側に存在する。最も遠い惑星でも小惑星帯の外側にある。質量は多くは天王星型惑星であるが、最も内側のbは地球型惑星、最も外側のhは木星型惑星であると推定されている。
2010年の段階でc、d、e、f、gの5個の惑星が発見され、bとhの2個は存在が未確定であった。そして2012年に、bとhの存在が確定され、さらに2個の候補であるiとjの2個の惑星が新たに候補に加わった。もしこの2個の存在が確定されれば、太陽系の8個を上回ることになる。なお、iとjは、存在すれば表面が岩石で覆われたスーパーアースである可能性が高いという。
惑星の軌道は軌道共鳴をしていると考えられており、発見されているbからhは、内側からそれぞれ1:5、1:3、1:3、2:5、1:5、3:11という軌道共鳴をしていると考えられている。一方、存在が未確定であるiとjを加えると、惑星のデータは少し変化する。軌道共鳴もそれぞれc:i:d = 3:2:1、e:j:f = 3:2:1となる。